# Martolci
Martolci (mazedonisch Мартолци) ist ein Dorf im zentralen Teil Nordmazedoniens, das zur Gemeinde Čaška gehört. Die nächstgelegene Stadt ist Veles.

## Geographie
Martolci liegt etwa 20 Kilometer südwestlich von Veles. Das Dorf befindet sich im zentralen Teil der historischen Landschaft Azot, welche auch Babunija genannt wird, angelehnt an den Babuna-Fluss. Die Nachbardörfer von Martolci sind Omorani, Izvor und Stari Grad. Nordwestlich des Dorfes erhebt sich das Bergmassiv Jakupica mit der Spitze Solunska Glava.

## Geschichte

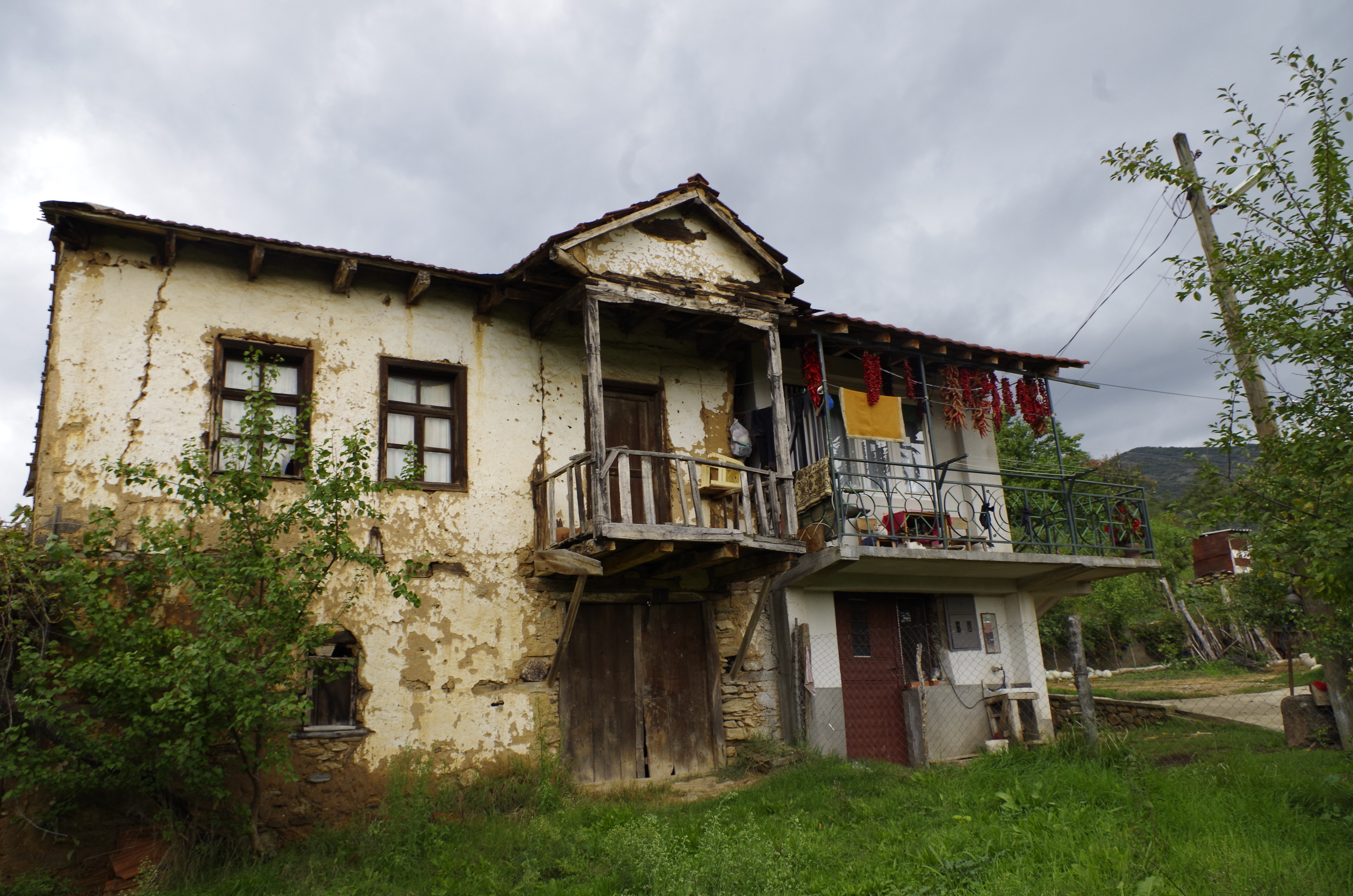
Blick auf ein typisches Dorfhaus

Die Region Azot wurde nach 1900 Schauplatz blutiger Kämpfe und Scharmützel zwischen den bulgarischen Komitadschi der Inneren Makedonisch-Adrianopeler Revolutionären Organisation (WMORO) und den serbischen Tschetniks, welche sich teilweise erfolgreich in der Region eingenistet hatten.
Laut der Statistik des Ethnographen Wassil Kantschow zählte Martolci Ende des 19. Jahrhunderts 340 Einwohner, welche allesamt als christliche Bulgaren klassifiziert wurden.
Nach den Statistiken des Sekretärs des bulgarischen Exarchats Dimitar Mischew („La Macédoine et sa Population Chrétienne“) im Jahr 1905 lebten in Martolci 312 bulgarische Exarchisten.
Laut einem Geheimbericht des bulgarischen Konsulats in Skopje im Jahre 1895 erkannten alle 39 Häuser des Dorfes unter der Drohungen der serbischen Tschetniks das Ökumenische Patriarchat von Konstantinopel an.
Im Zuge des Balkankrieges meldeten sich acht Dorfbewohner freiwillig zur Makedonisch-Adrianopeler Landwehr, einem Freiwilligenverband der bulgarischen Armee.
Laut der letzten Volkszählung von 2002 lebten in Martolci 180 Einwohner, allesamt Mazedonier.

## Persönlichkeiten
- Jovan Babunski (1878–1920), serbischer Tschetnik und Wojwode